# Elizabethtown-Kitley (Ontario)
Elizabethtown-Kitley to gmina (ang. township) w Kanadzie, w prowincji Ontario, w hrabstwie Leeds And Grenville.
Powierzchnia Elizabethtown-Kitley to 554,28 km².
Według danych spisu powszechnego z roku 2001 Elizabethtown-Kitley liczy 10 039 mieszkańców (18,11 os./km²).